# Nick Langworthy
Nicholas A. Langworthy, né le 27 février 1981 à Jamestown, est un homme politique américain. Membre du Parti républicain, il représente le vingt-troisième district de l'État de New York à la Chambre des représentants des États-Unis depuis 2023.

## Vie personnelle
Langworthy est un résident d'Amherst où il vit avec sa femme Erin.